# Casa Cortès
La Casa Cortès és un habitatge a la vila de Cardedeu (Vallès Oriental) protegit com a bé cultural d'interès local. Construcció realitzada probablement entre els anys 1910-1920, època de gran activitat constructiva a la carretera de Caldes, quan Cardedeu es transforma definitivament en un lloc d'estiueig. Aquestes edificacions eren, generalment, per a cardedeuencs residents a Barcelona, que passaven l'estiu a la vila. Al llarg de la carretera de Caldes, oberta el 1864, es poden veure els estils més importants creats des de finals del segle XIX: eclecticisme, modernisme, noucentisme i les construccions modernes de grans blocs de pisos.
Habitatge aïllat de tipologia ciutat-jardí format per planta baixa i pis. La coberta és composta, de la que sobresurten dos cossos en l'eix transversal amb unes glofes que es destaca a la façana. A la façana principal destaca un imponent porxo semicircular que correspon a una terrassa amb balustrada al primer pis. El capcer és de perfil sinuós. Les finestres presenten una combinació d'estils: finestres geminades, romàniques i neoclàssiques. El conjunt és de caràcter historicista.